# 卡斯柏·杜貝治
卡斯柏·杜貝治·拉斯穆森（丹麥語：Kasper Dolberg Rasmussen，發音：[ˈkʰæspɐ ˈtʌlˌpɛɐ̯ˀ]；1997年10月6日—），是一名丹麥職業足球員，現效力於比甲球會安德列治。丹麥國家足球隊成員。司職前鋒。
2015年5月，杜貝治首次為施克堡一線隊上陣。他於2015年7月轉投荷蘭甲組足球聯賽的阿贾克斯，並於次年7月獲得一線隊上陣的機會。

## 球員生涯

### 施克堡
2015年5月17日，於聯賽對陣邦比時，杜貝治首次代表球隊上陣，於第63分鐘後備入替，但球隊以0比2落敗。

### 阿積士
2015年1月5日，阿贾克斯官方宣佈杜貝治將於同年夏天來投，並簽下一張直至2018年屆滿的合約。杜貝治由丹麥球探約翰·史甸·歐森（John Steen Olsen）所發掘，他曾發掘、和等球星。2016年5月13日，杜貝治同意延長合約直至2021年。
2016年7月26日，在歐洲聯賽冠軍盃外圍賽對陣P.A.O.K時，杜貝治射入職業生涯首個入球，協助球隊以1比1跟對手打平。8月7日，他在對陣鹿特丹斯巴達時，首次代表球隊在聯賽上陣。在下一輪的聯賽對陣時，杜貝治首次為球隊正選上陣，並在比賽中梅開二度，令球隊以2比2賽和對手。9月26日，在欧足联欧洲联赛對陣標準列治的比賽中，他射入全場唯一一個入球。9月23日，在對陣飛燕諾的「經典大戰」（荷蘭語：Klassieker）中，他再射入一球，協助球隊作客以1比1打平。10月20日，在對陣NEC奈梅亨的聯賽中，杜貝治完成職業生涯首次帽子戲法，令他成為荷蘭甲組足球聯賽歷史上，最年輕非荷蘭籍完成帽子戲法的球員。

### 尼斯
多尔贝格于2019年8月29日以2050万欧元的轉會费签约加盟法甲的尼斯。他在法国的第一个赛季以11个进球成为俱乐部的最佳射手，并被评为俱乐部的赛季最佳球员，因为尼斯获得了第五名，确保了下赛季歐霸盃的小组赛席位。
多尔贝里于2022年9月1日以租借形式加盟西甲俱乐部塞维利亚，原计划租借一个赛季。2023年1月2日，多尔贝里被租借至德甲俱乐部霍芬海姆，租期为2022-23赛季剩余时间。

### 安德莱赫特
2023年7月7日，比利时职业联赛俱乐部安德莱赫特宣布从尼斯签下多尔贝里，双方签订了一份为期四年的合同，他将在丹麦同胞布赖恩·里默的麾下效力。

## 國家隊生涯
2016年11月，杜貝治首次獲國家隊徵召，能在對陣哈薩克斯坦國家足球隊和捷克國家足球隊的賽事上陣。同年11月11日，他在對陣哈薩克斯坦時，首次代表丹麥上陣，於半場時後備入替，丹麥最終以4比1勝出。
2021年6月26日，在2020年歐洲國家盃丹麥16強賽對陣威爾斯的比賽中，杜貝治替補受傷的优素福·波尔森首次首發出場，並在4-0獲勝的比賽中梅開二度進球。
2022年11月，杜貝治獲國家隊徵召出戰世界盃。

## 生涯統計

### 球會
截至2017年12月26日
| 球會     | 賽季        | 聯賽             | 聯賽             | 盃賽   | 盃賽   | 洲際賽事  | 洲際賽事  | 總計 | 總計 |
| 球會     | 賽季        | 出場             | 入球             | 出場   | 入球   | 出場      | 入球      | 出場 | 入球 |
| 丹麥     | 丹麥        | 丹麥足球超級聯賽 | 丹麥足球超級聯賽 | 丹麥盃 | 丹麥盃 | 洲際賽事1 | 洲際賽事1 | 總計 | 總計 |
| -------- | ----------- | ---------------- | ---------------- | ------ | ------ | --------- | --------- | ---- | ---- |
| 施克堡   | 2014–15賽季 | 3                | 0                | 0      | 0      | –         | –         | 3    | 0    |
| 荷蘭     | 荷蘭        | 荷蘭甲組足球聯賽 | 荷蘭甲組足球聯賽 | 荷蘭盃 | 荷蘭盃 | 洲際賽事1 | 洲際賽事1 | 總計 | 總計 |
| 阿贾克斯 | 2016–17賽季 | 29               | 16               | 2      | 0      | 17        | 7         | 48   | 23   |
| 阿贾克斯 | 2017–18賽季 | 18               | 5                | 3      | 3      | 4         | 0         | 25   | 8    |
| 生涯總計 | 生涯總計    | 50               | 21               | 5      | 3      | 21        | 7         | 76   | 31   |

1包括歐洲聯賽冠軍盃和欧足联欧洲联赛。

### 國家隊上陣次數
截至2021年7月3日
| 國家隊         | 年份 | 上場 | 入球 |
| -------------- | ---- | ---- | ---- |
| 丹麥國家足球隊 | 2016 | 1    | 0    |
| 丹麥國家足球隊 | 2017 | 3    | 1    |
| 丹麥國家足球隊 | 2018 | 6    | 0    |
| 丹麥國家足球隊 | 2019 | 7    | 4    |
| 丹麥國家足球隊 | 2020 | 5    | 0    |
| 丹麥國家足球隊 | 2021 | 7    | 5    |
| 總計           | 總計 | 29   | 10   |

## 外部連結
- 卡斯柏·杜貝治 （页面存档备份，存于）於Soccerway的資料
- 卡斯柏·杜貝治 （页面存档备份，存于）於丹麥足球總會的資料